# Store Andst
Store Andst is een plaats in de Deense regio Zuid-Denemarken, gemeente Vejen. De plaats telt 817 inwoners (2020). Het dorp ligt in de parochie Andst.

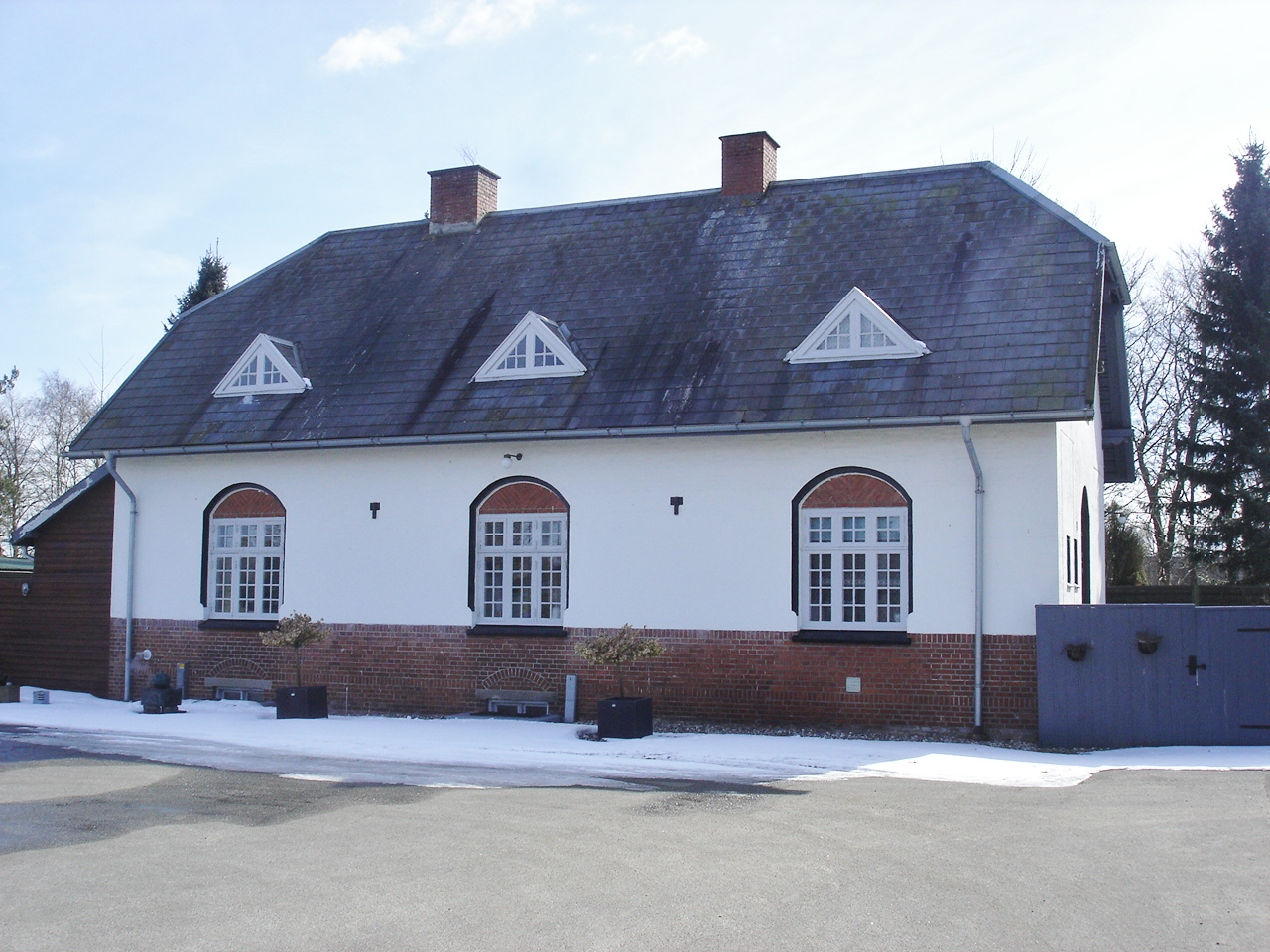
Het voormalige station

Store Andst ligt aan de historische route van Kolding naar de bisschopsstad Ribe. Tegenwoordig loopt hoofdweg 32 over die route. Het dorp had destijds een lokale functie als centrum van Anst Herred. 
Iets ten zuiden van het dorp, langs de spoorlijn Lunderskov - Esbjerg, ontstond in de 19e eeuw een stationsby. Het station is al jaren buiten gebruik. 